# Musée de la Rébellion des Boxers
Aussi connu sous le nom de Mémorial de la Rebellion des Boxers de Tiankin, Musée LuzuTang, ou simplement le Musée des Boxers, le Musée de la Rébellion des Boxers est le seul musée consacré à la révolte des Boxers en Chine. Il est situé au n°18 ruelle de Hejia, rue Ruyi'an, du quartier de Hongqiao, à Tianjin.

## Histoire
Le bâtiment était à l'origine un temple taoïste, construit en 1719. Des sacrifices y étaient dédiés en l'honneur de l'immortel Lü Dongbin. Au cours de la période Kangxi de la dynastie Qing, le temple fut reconstruit et nommé "Luzutang".
En 1900, pendant la Rébellion des Boxers, le chef des Boxers, Cao Futian établit son quartier général dans le vieux temple. Un autel fut construit à l'entrée principale du temple. Les chefs Boxers brûlaient des charmes, dont les cendres, mélangées avec du vin fort, étaient bues par les adeptes. Ils pensaient ainsi pouvoir invoquer des dieux et héros anciens, et posséder leur corps, les rendant résistants aux armes de l'Alliance des huit nations. Les "Lanternes Rouges" scrutaient le soleil couchant pour obtenir le pouvoir d'invoquer des éclairs.
En 1985, le bâtiment fut restauré et renommé Musée de la Rébellion des Boxers.

## Aujourd'hui
Le musée est encore ouvert. Des expositions sont organisées concernant l'histoire de la révolte des Boxers, les chefs Boxers et l'organisation de la bande.